# Korps-Abteilung C
Korps-Abteilung C was een provisorische eenheid van de Duitse Wehrmacht ter grootte van een divisie, die aan het oostfront werd gevormd tijdens de Tweede Wereldoorlog uit de resten van meerdere zwaar aangeslagen infanteriedivisies. De eenheid kwam in actie ten noorden van Kiev en later bij Korosten, Rovno, Doebno en Brody. Op 22 juli 1944 werd de Korps-Abteilung vernietigd in de Brody-pocket.

## Geschiedenis

### Oprichting
Korps-Abteilung C werd opgericht op 2 november 1943 bij Heeresgruppe Süd in het gebied zuidelijk van de samenvloeiing van de Teterev met de Dnjepr terugtrekken. De Korps-Abteilung werd georganiseerd als Infanterie-Division neuer Art. De eenheid was samengesteld uit de resten van drie infanteriedivisies, die in de voorafgaande gevechten aan het oostfront zwaar waren aangeslagen. Deze Korps-Abteilung was samengesteld uit de resten van de 183e, 217e en 339e Infanteriedivisies. De staf was de voormalige staf was van de 161e Infanteriedivisie. De regimenten werden aangeduid als Divisions-Gruppen (divisiegroepen). De bataljons werden aangeduid als Regimentsgruppen (regimentsgroepen).

### Frontinzet
Korps-Abteilung C werd vrijwel meteen door Sovjetaanvallen van 8 tot 16 november 1943 teruggedreven naar Korosten, als onderdeel van het 59e Legerkorps. Op 17 november ging Korosten verloren aan het 60e Sovjet Leger, maar het korps heroverde met een tegenoffensief tussen 24 en 27 november de stad. Een maand lang kon het korps deze stad houden, maar een nieuw Sovjet offensief op 28 december noodzaakte het korps de stad op te geven. Het jaar 1943 eindigde voor de Korps-Abteilung rond Kryvotyn. Maar de terugtocht ging verder en tegen eind januari 1944 lag de Korps-Abteilung bij Rovno en medio februari 1944 werd in drie “sprongen” Doebno bereikt. Daar kon ongeveer een maand stand gehouden worden, tot de Sovjets weer actief werden en de Korps-Abteilung werd in een week tijd teruggedrongen naar Brody. Daar werd de Korps-Abteilung ingesloten op 27 maart 1944. Maar tegen 10 april was, vooral door de inzet van Panzerverband Friebe, de omsingeling geheel opgeheven. Daarna daalde de rust hier neer voor de volgende drie maanden.
Op 13 juli 1944 startten de Sovjets hun Lvov-Sandomierz Offensief. De Korps-Abteilung C was nog steeds onderdeel van het 13e Legerkorps. De Korps-Abteilung kon de aanvallen goed afslaan, maar het hele korps was tegen 18 juli omsingeld door aanvallen over de flanken. Het korps, met meest de Korps-Abteilung voorop, probeerde driemaal uit te breken uit deze Brody-pocket, maar dat mislukte grotendeels en het korps ging tegen 22 juli 1944 onder. Van de Korps-Abteilung ontsnapten toch nog zo’n 5000 man, maar de eenheid moest toch het verlies van 4132 man melden aan gesneuvelden en vermisten. Daarmee kwam er een einde aan de Korps-Abteilung C.

### Het einde
De Korps-Abteilung C werd de facto vernietigd op 22 juli 1944.
Met bevel van 20/27 juli 1944 zou de 183e Infanteriedivisie opnieuw worden opgericht door Korps-Abteilung C te hernoemen, maar de daadwerkelijke omdoping gebeurde niet vanwege de omsingeling en vernietiging van deze Korps-Abteilung in de Brody-pocket.
Wel werd bij besluit van 5 augustus 1944 (nr. I/18560/44) de 183e Infanteriedivisie met onmiddellijke ingang ontbonden.

## Samenstelling
- Staf Korps-Abteilung C (van 183e Infanteriedivisie)
- Divisionsgruppe 183 uit de staf van Grenadierregiment 330, Regimentsgruppe 33 (I./330) en 351 (II./351)
- Divisionsgruppe 217 uit de staf van Grenadierregiment 346, Regimentsgruppe 311 (II./311) en 389 (II./389)
- Divisionsgruppe 339 uit de staf van Grenadierregiment 693, Regimentsgruppe 693 (I./693) en 692 (I./692)
- Artillerie-Regiment 219 met I./217 (uit III./217), II./219 en IV./219
- Divisions-Füsilier-Bataillon 217 (met delen van de 339e Infanteriedivisie)
- Panzerjäger-Abteilung 219 (van de 183e Infanteriedivisie met delen van de andere twee divisies)
- Pionier-Bataillon 219 (van de 183e Infanteriedivisie met delen van de andere twee divisies)
- Nachrichten-Abteilung 219
- Feldersatz-Bataillon 217
- Nachschubtruppen 219

## Commandanten
| Rang            | Naam              | Begin            | Eind             |
| --------------- | ----------------- | ---------------- | ---------------- |
| Generalleutnant | August Dettling   | 2 november 1943  | 15 november 1943 |
| Generalleutnant | Wolfgang Lange    | 15 november 1943 | april 1944       |
| Oberst          | Gerhard Lindemann | april 1944       | 30 mei 1944      |
| Generalleutnant | Wolfgang Lange    | 1 juni 1944      | 27 juli 1944     |

Oberst Lindemann was tijdelijk plaatsvervanger.

## Bovenliggende bevelslagen
| Legerkorps     | Leger          | Legergroep              | Plaats/regio         | Begin           | Eind         |
| -------------- | -------------- | ----------------------- | -------------------- | --------------- | ------------ |
| 59e Legerkorps | 4. Panzerarmee | Heeresgruppe Süd        | Teterev, Korosten    | 2 november 1943 | januari 1944 |
| 13e Legerkorps | 4. Panzerarmee | Heeresgruppe Süd        | Rovno, Doebno, Brody | januari 1944    | 1 april 1944 |
| 13e Legerkorps | 4. Panzerarmee | Heeresgruppe Südukraine | Brody                | 1 april 1944    | juli 1944    |